# Villamuelas
Villamuelas község Spanyolországban, Toledo tartományban. Villamuelas La Guardia, Villasequilla, Huerta de Valdecarábanos, Mora és Mascaraque községekkel határos. Lakosainak száma 613 fő (2024).

## Népesség
A település népessége az utóbbi években az alábbiak szerint változott:
| Lakosok száma | 746  | 735  | 742  | 737  | 729  | 692  | 632  | 612  | 610  | 613  |
|               | 2001 | 2004 | 2007 | 2009 | 2012 | 2014 | 2017 | 2019 | 2022 | 2024 |